# Aleksandr Popow (1859–1906)
Aleksandr Stiepanowicz Popow, ros. Александр Степанович Попов (ur. 4 marca?/16 marca 1859, zm. 31 grudnia 1905?/13 stycznia 1906 w Petersburgu) – rosyjski fizyk i wynalazca, jeden z pionierów radia.

## Życie i działalność
Urodził się na Uralu, w niewielkiej miejscowości Turinskije Rudniki, w ubogiej rodzinie duchownego, jako jeden z siedmiorga rodzeństwa. W wieku 10 lat został oddany do Dalmatowskiego niższego seminarium duchownego, gdzie pobierał nauki od roku 1869 do 1871, kiedy to przeniósł się do seminarium w Jekaterynburgu, gdzie mieszkała jego starsza siostra Maria. Naukę kontynuował w permskim seminarium, które ukończył w roku 1877. W tymże roku rozpoczął studia na wydziale matematyczno-fizycznym Uniwersytetu Petersburskiego. Trudna sytuacja materialna zmuszała go do wykonywania prac zarobkowych, pracował jako elektromonter. Podczas studiów skrystalizowały się naukowe zainteresowania Popowa: szczególnie pasjonowały go problemy najnowszej fizyki i elektrotechniki. Studia ukończył w roku 1882; tytuł jego pracy magisterskiej brzmiał O zasadach magnetyczno- i dynamoelektrycznych maszyn prądu stałego.
Rozpoczął pracę jako wykładowca matematyki, fizyki i elektrotechniki w Oficerskiej Szkole Saperskiej (Минный офицерский класс) w Kronsztadzie, uczelni posiadającej bardzo dobrze wyposażoną pracownię. W 1890 zaproponowano mu stanowisko wykładowcy fizyki w Uczelni Technicznej Ministerstwa Morskiego w Kronsztadzie. Jednocześnie w miesiącach letnich lat 1889-1898 był dyrektorem elektrowni Niżniegorodskiego Jarmarku. Prowadziła badania w dziedzinie promieniowania elektromagnetycznego. W roku 1901 Popow objął stanowisko profesora fizyki Elektrotechnicznego Instytutu imperatora Aleksandra III, uczelni kształcącej kadry rosyjskich elektrotechników. W roku 1899 przyznano mu tytuł Honorowego inżyniera-elektryka, a w 1901 – członka honorowego Rosyjskiego Towarzystwa Technicznego. W 1905 rada uczonych Instytutu wybrała Popowa rektorem. Popow zajmował się zarówno pracą dydaktyczną, jak i pracami naukowo-badawczymi i konstrukcyjnymi z dziedziny łączności bezprzewodowej, propagując i starając się ją w Rosji rozpowszechnić. Popow był zwolennikiem demokratyzacji życia na uczelni, powiększenia praw studentów, i na tym tle dochodziło często do ostrych konfliktów między nim a carskimi urzędnikami. Sytuacja ta miała fatalny wpływ na zdrowie uczonego.
Aleksandr Popow umarł nagle 13 stycznia 1906. Został pochowany na Cmentarzu Wołkowskim w Sankt-Petersburgu.

## Prace nad łącznością radiową
Popow zaprezentował swój pierwszy odbiornik radiowy 7 maja 1895, co zostało odnotowane w prasie popularnej (“Biuletyn Kronsztadzki” z 12 maja 1895). Dzień ten uznawany był w ZSRR za dzień narodzin radia.
Sam Popow za wynalazcę radia się nie uważał. Jego prace były wcześniejsze od prac Marconiego, ale późniejsze od prac Tesli i Lodge’a. W czasie Kongresu Rosyjskich Inżynierów Elektryków w 1900 roku powiedział: „[...] nadawanie i odbieranie sygnałów przez Marconiego za pomocą oscylacji elektrycznych nie jest niczym nowym. W Ameryce sławny inżynier Nicola Tesla przeprowadził identyczne eksperymenty w 1893”.

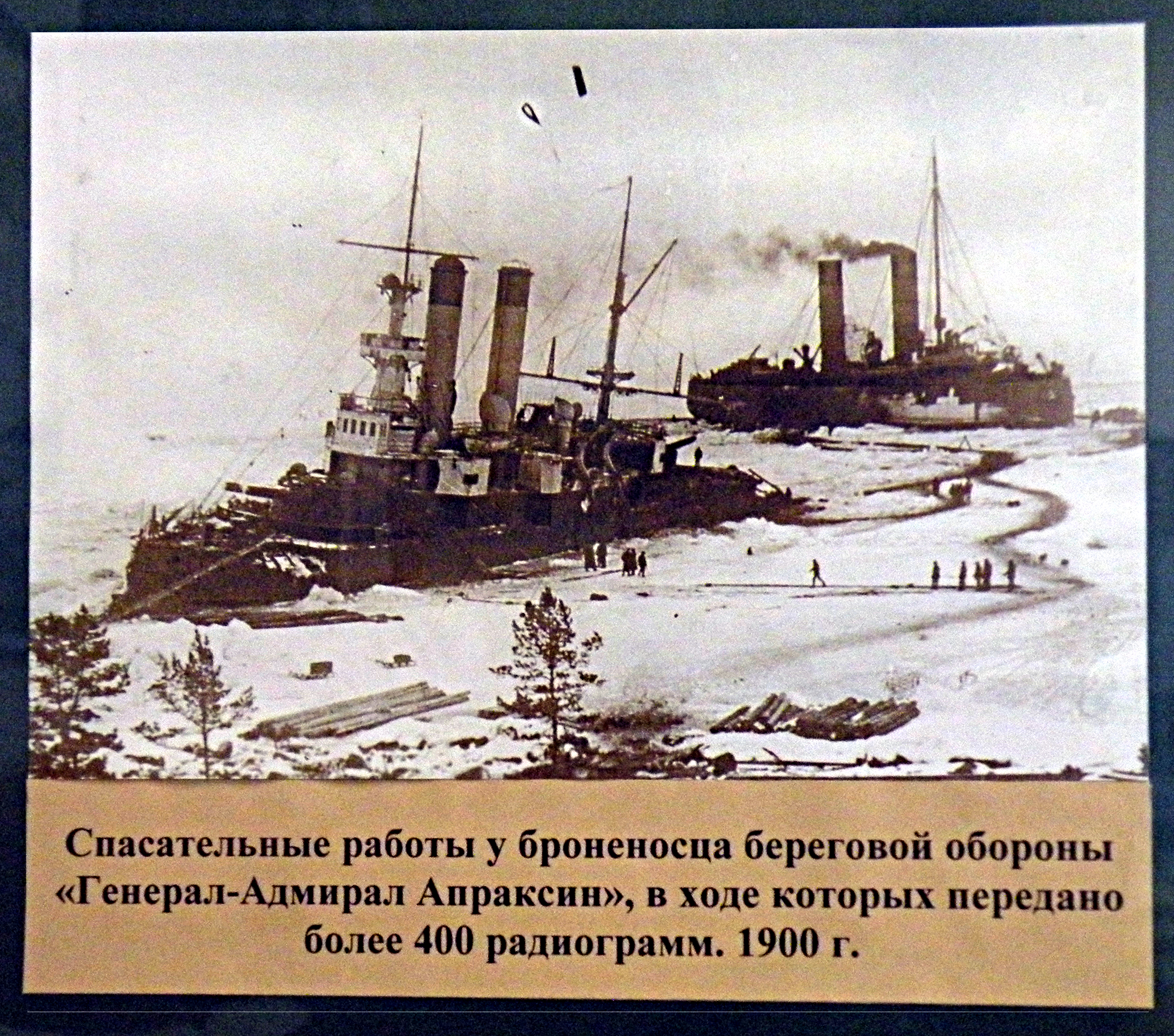
Akcja ratunkowa przy wyspie Gogland na ilustracji prasowej

W marcu 1896 Popow przesłał drogą radiową telegram zawierający dwa słowa „Heinrich Hertz” na odległość około 250 metrów. Wiosną 1897 rozpoczął eksperymenty z łącznością pomiędzy okrętami i stacjami brzegowymi, osiągając przy tym zasięg do około 5 kilometrów. W 1900 zbudowano na wyspie Gogland (Suursaari) stację radiową w celu pomocy w akcji ratunkowej dla pancernika Generał-Admirał Apraksin, który wszedł na skałę. W międzyczasie została użyta podczas akcji ratowania rybaków uwięzionych na dryfującej krze, co zaowocowało uratowaniem 27 osób i znalazło duży oddźwięk w prasie. Stacja pracowała przez 84 dni i wykonała 440 transmisji do stacji brzegowej w fińskim mieście Kotka.
Prace Popowa były w głównej mierze wykonywane na rzecz marynarki wojennej i ich wyniki nie były publikowane, jednak w 1900 roku otrzymał za nie złoty medal na Wystawie Światowej.

### Doświadczenia z łącznością między okrętami
Aleksandr Popow od lat 50. XX wieku był nagłaśniany przez propagandę radziecką jako wynalazca radia, a co najmniej jeden z głównych twórców techniki radiowej. Nie podawano jednak szczegółów, a jego pierwsze publikacje w prasie naukowej dotyczyły jedynie „wykrywacza burz”, nie zawierającego nadajnika radiowego. Po upadku ZSRR i otwarciu archiwów marynarki okazało się jednak, że w latach od 1899 do 1901 przeprowadzono we Flocie Czarnomorskiej pod kierownictwem Popowa bardzo udane próby łączności pomiędzy okrętami. Urządzenia były wyprodukowane przez francuskie przedsiębiorstwo Eugene Ducreteta na podstawie projektów Popowa. Najważniejsze z nich przedstawia tabela:
| Data       | Okręty                                        | Odległość   | Uwagi |
| ---------- | --------------------------------------------- | ----------- | --- |
| 25.08.1899 | „Gieorgij Pobiedonosiec” – „Tri Swjatitielja” | 4 kable     | Pancernik „Dwienadcat' Apostołow” pomiędzy okrętami                                                                                                |
| 29.08.1899 | „Kapitan Sakien” – „Tri Swjatitielja”         | 9 mil       | Odbiór na słuchawkę |
| 29.08.1899 | „Kapitan Sakien” – „Gieorgij Pobiedonosiec”   | 9 mil       | |
| 29.08.1899 | „Tri Swjatitielja” – „Gieorgij Pobiedonosiec” | 14 – 16 mil | Z pancernika „Gieorgij Pobiedonosiec” wypuszczono latawiec unoszący antenę. Prowadzono również próby łączności podczas strzelania artyleryjskiego. |
| 19.08.1901 | „Sinop” – „Gieorgij Pobiedonosiec”            | 18 mil      | Odbiór na słuchawkę. |
| 19.08.1901 | „Sinop” – „Gieorgij Pobiedonosiec”            | 16 mil      | Odbiór na aparat telegraficzny Morse’a. |
| 20.08.1901 | „Sinop” – „Gieorgij Pobiedonosiec”            | 25 mil      | Odbiór na aparat telegraficzny Morse’a. |
| 20.08.1901 | „Sinop” – „Gieorgij Pobiedonosiec”            | 41 mil      | Odbiór na słuchawkę. |
| 20.08.1901 | „Sinop” – „Gieorgij Pobiedonosiec”            | 70 – 80 mil | Odbiór na słuchawkę. Zaobserwowano, że warunki łączności się pogarszają, gdy w pobliżu znajdują się inne okręty.                                   |

Okręty Floty Czarnomorskiej biorące udział w próbach łączności radiowej Aleksandra Popowa
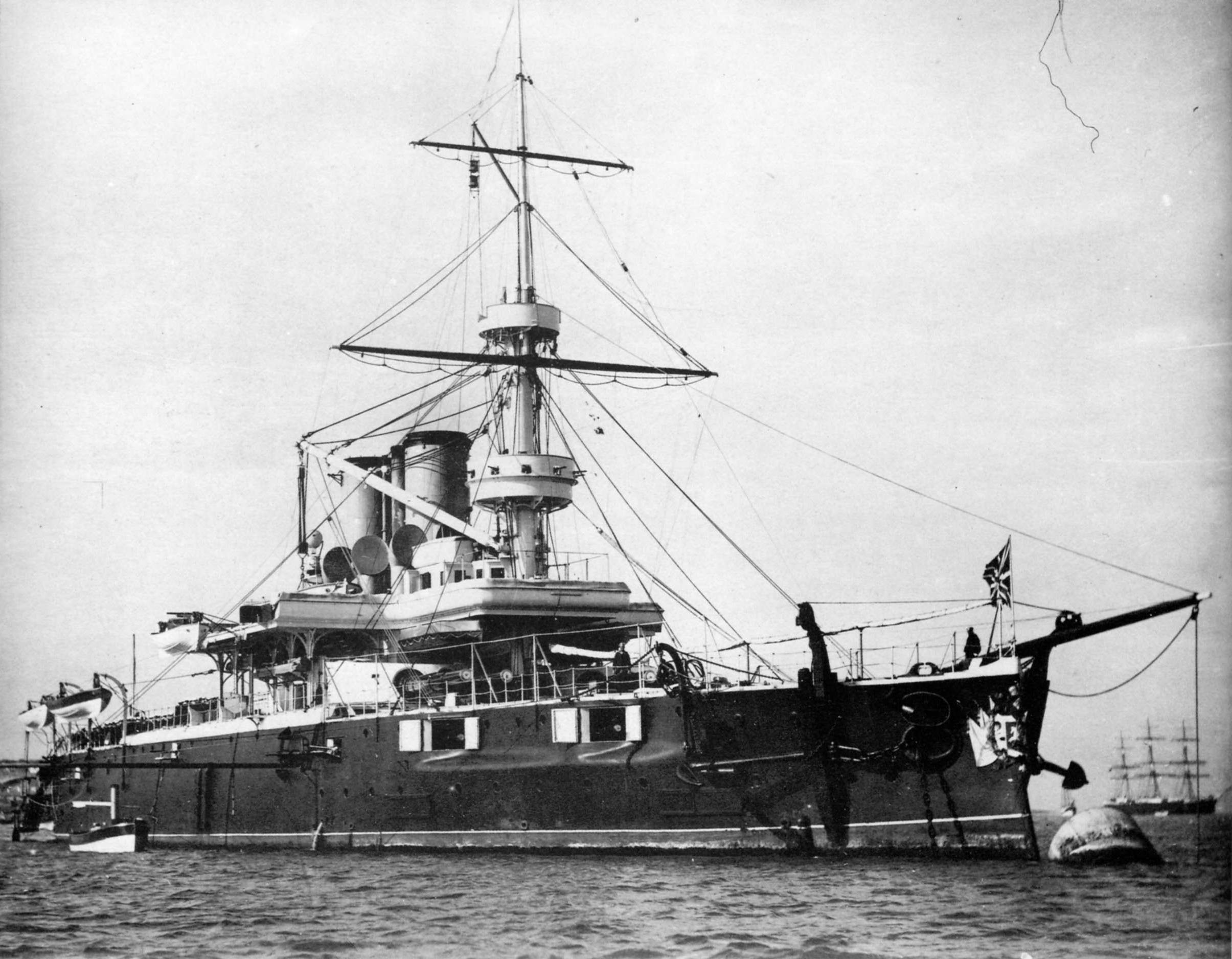
Pancernik „Gieorgij Pobiedonosiec”
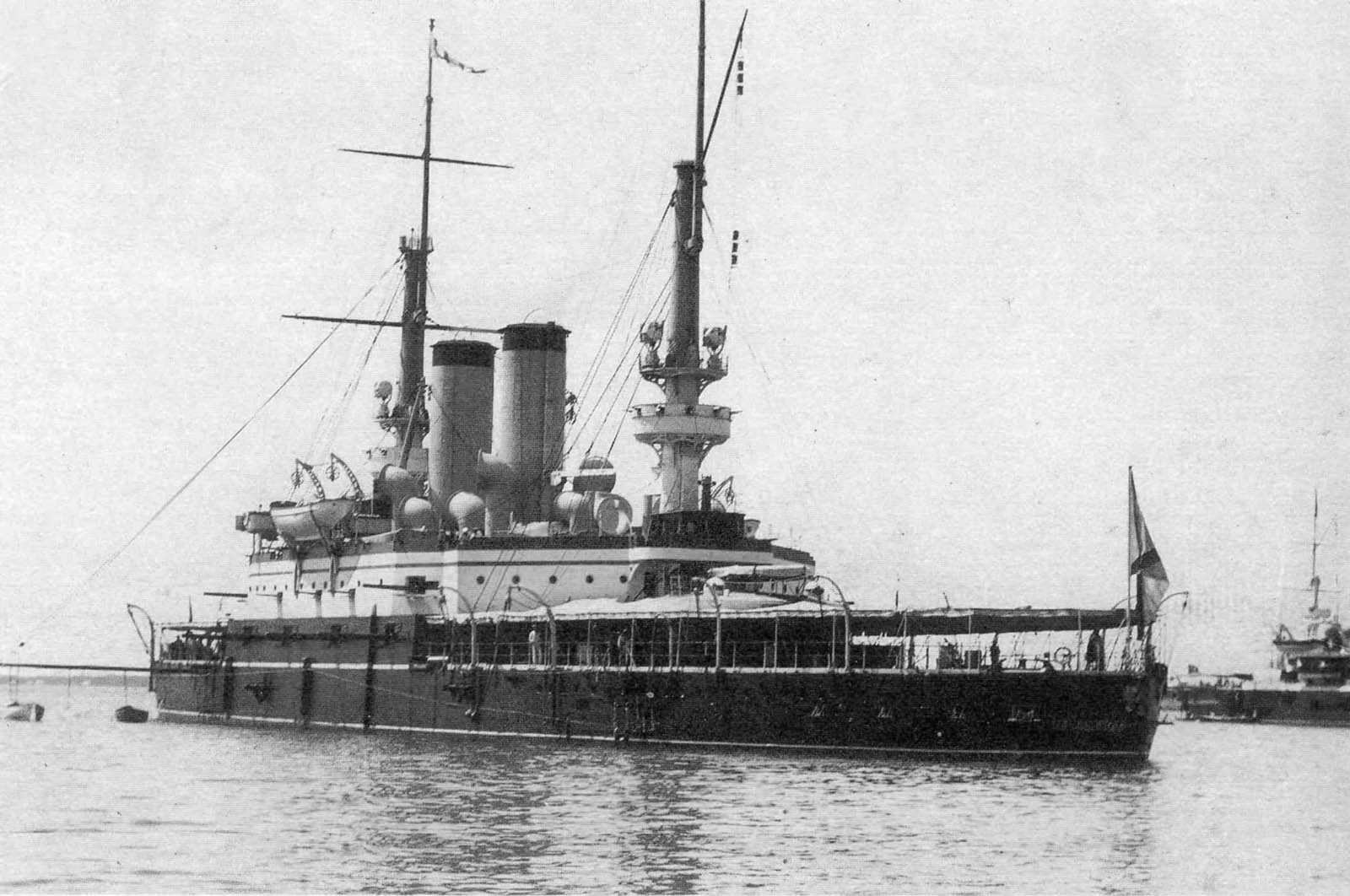
Pancernik „Tri Swjatitielja”
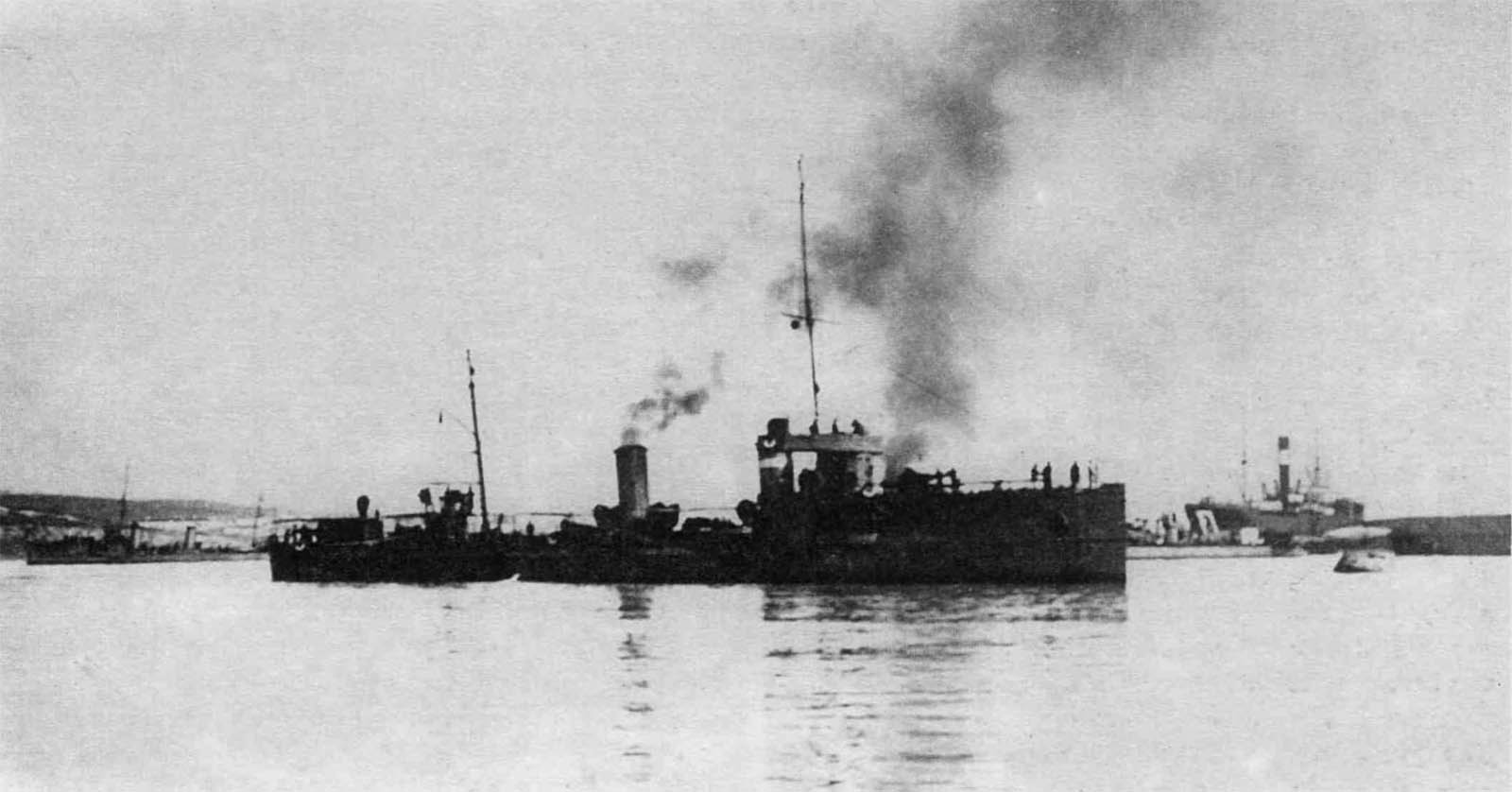
Krążownik minowy „Kapitan Sakien”
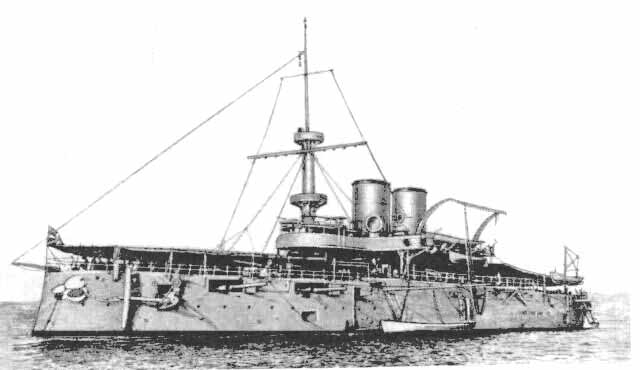
Pancernik „Sinop”